# Acúrcio Carrelo
Acúrcio Alves Carrelo (16 marzo 1931 – 9 gennaio 2010) è stato un calciatore portoghese, di ruolo portiere.

## Carriera

### Nazionale
Ha collezionato 8 presenze con la propria Nazionale.